# Южен Гейт (Калифорния)
Саут Гейт или Южен Гейт (на английски: South Gate) е град в окръг Лос Анджелис в щата Калифорния, САЩ. Южен Гейт е с население от 103 547 (приблизителна оценка, 2005) и обща площ от 19,38 км² (7,48 мили²).

## Личности
- Том Арайа, бас китарист и вокалист на групата Слейър
- Дейв Ломбардо, барабанист и съосновател на групата Слейър

## Музикални групи
- Сайпръс Хил